# Face to Face 2009
Face to Face 2009 – siódma wspólna trasa koncertowa Eltona Johna i Billy’ego Joela z serii Face to Face; w jej trakcie odbyło się dwadzieścia siedem koncertów.
1. 2 marca 2009 – Jacksonville, Floryda, USA – Jacksonville Veterans Memorial Arena
2. 5 marca 2009 – Tampa, Floryda, USA – Ice Palace
3. 7 marca 2009 – Charlotte, Karolina Północna, USA – Time Warner Cable Arena
4. 10 marca 2009 – Cincinnati, Ohio, USA – U.S. Bank Arena
5. 14 marca 2009 – Atlanta, Georgia, USA – Phillips Arena
6. 17 marca 2009 – Tulsa, Oklahoma, USA – BOK Center
7. 19 marca 2009 – Houston, Teksas, USA – Toyota Center
8. 21 marca 2009 – San Antonio, Teksas, USA – AT&T Center
9. 26 marca 2009 – Phoenix, Arizona, USA – US Airways Center
10. 28 marca 2009 – Anaheim, Kalifornia, USA – Honda Center
11. 2 maja 2009 – Fargo, Dakota Północna, USA – Fargodome
12. 7 maja 2009 – Madison, Wisconsin, USA – Kohl Center
13. 12 maja 2009 – Omaha, Nebraska, USA – Qwest Center Omaha
14. 14 maja 2009 – St. Louis, Missouri, USA – Scottrade Center
15. 19 maja 2009 – Indianapolis, Indiana, USA – Consesco Fieldhouse
16. 21 maja 2009 – Auburn Hills, Michigan, USA – The Palace of Auburn Hills
17. 23 maja 2009 – Cleveland, Ohio, USA – Quicken Loans Arena
18. 26 maja 2009 – Toronto, Kanada – Air Canada Centre
19. 30 maja 2009 – Toronto, Kanada – Air Canada Centre
20. 11 lipca 2009 – Waszyngton, USA – Nationals Park
21. 12 lipca 2009 – Saint Paul, Minnesota, USA – Xcel Energy Center
22. 14 lipca 2009 – Columbus, Ohio, USA – Nationwide Arena
23. 16 lipca 2009 – Chicago, Illinois, USA – Wrigley Field
24. 18 lipca 2009 – Foxborough, Massachusetts, USA – Gillette Stadium
25. 21 lipca 2009 – Chicago, Illinois, USA – Wrigley Field
26. 30 lipca 2009 – Filadelfia, Pensylwania, USA – Citizens Bank Park
27. 1 sierpnia 2009 – Filadelfia, Pensylwania, USA – Citizens Bank Park